# Panellus megalosporus
Panellus megalosporus är en svampart som beskrevs av Corner 1986. Panellus megalosporus ingår i släktet Panellus och familjen Mycenaceae.   Inga underarter finns listade i Catalogue of Life.